# Kosihy nad Ipľom
Kosihy nad Ipľom, do roku 1927 Ipolské Kosihy (maďarsky Ipolykeszi) jsou obec v okrese Veľký Krtíš na Slovensku. Území obce se nachází v západní části Ipeľské kotliny, přímo na hranici s Maďarskem, kterou zde tvoří řeka Ipeľ.

## Historie
První písemná zmínka o místě pochází z roku 1248. V roce 1828 zde bylo 75 domů a 448 obyvatel, kteří byli převážně rolníci. Do konce 1. světové války byla obec součástí Uherska. V důsledku první vídeňské arbitráže byla v letech 1938 až 1945 součástí Maďarska. Při sčítání lidu v roce 2011 žilo v obci 470 obyvatel, z toho 357 Maďarů, 93 Slováků a tři Romové; 17 obyvatel neuvedlo žádné informace o své etnické příslušnosti.

## Památky
- Římskokatolický kostel svatého Jana Nepomuckého, z roku 1899. Kostel byl postaven na základech staršího kostela.[3] Na kostele je osazena pamětní tabule Arnolda Ipolyi-Stummera, z roku 1887.
- Venkovský dům v klasicistním stylu z konce 18. století.

## Osobnosti
- Arnold Ipolyi-Stummer (1872–1886), římskokatolický biskup a významný uherský památkář